# Лямбах, Богуслав
Богу́слав Ля́мбах (пол. Bogusław Lambach; 1925—1988) — польский кинооператор.

## Биография
Родился 25 марта 1925 года в Ковеле (ныне Волынская область, Украина). В 1953 году окончил Высшую школу театра и кино (Лодзь). В кино с 1944 года. Был военным хроникёром, работал на Студии документальных фильмов (Варшава). Ушёл из жизни 13 декабря 1988 года. Похоронен в Варшаве на кладбище Воинские Повонзки.

## Фильмография
- 1953 — Дело, которое надо уладить (совместно с А. Форбертом)
- 1956 — Варшавская сирена
- 1957 — Сокровище капитана Мартенса; Шляпа пана Анатоля
- 1960 — Цветные чулочки
- 1961 — Сегодня ночью погибнет город[2]
- 1968 — Графиня Коссель
- 1969 — Олимпийский факел
- 1973 — В пустыне и джунглях
- 1976 — Помни имя своё[2]
- 1979 — Особых примет нет
- 1981 — Крах операции «Террор»

## Награды и премии
- Командорский крест ордена Возрождения Польши
- Офицерский крест ордена Возрождения Польши
- Кавалерский крест ордена Возрождения Польши
- Государственная премия РСФСР имени братьев Васильевых (1976) — за съёмки фильма «Помни имя своё»[3].
- приз МКФ в Москве (1961) — за съёмки фильма «Сегодня ночью погибнет город»[2]